# Liste deutschsprachiger Schriftsteller/H
Hinweis: Die Umlaute ä, ö, ü werden wie die einfachen Vokale a, o, u in Listen der Wikipedia eingeordnet, der Buchstabe ß wie ss. Dagegen werden ae, oe, ue unabhängig von der Aussprache immer als zwei Buchstaben behandelt.

## Ha – Hag
- Lina Haarbeck (1871–1954)
- Julius R. Haarhaus (1867–1947)
- Rudolf Haas (1877–1943)
- Willy Haas (1891–1973)
- Wolf Haas (1960)
- Doris Haas-Schlegel (1936)
- Hans Habe, eigentlich János Békessy (1911–1977)
- Fritz Habeck, Pseudonym Glenn Gordon (1916–1997)
- Robert Habeck (1969)
- Siegmund Haber (1835–1895)
- Max Haberich (1984)
- Jürgen Habermas (1929)
- Charlotte Habersack (1966)
- Rudolf Habetin (1902–1986)
- Ludwig Habicht (1830–1908)
- Viktor Curt Habicht (1883–1945)
- Rudolf Habringer (1960)
- Johann Christian Hackenschmidt (1809–1900)
- Katharina Hacker (1967)
- Erich Hackl (1954)
- Friedrich Wilhelm Hackländer (1816–1877)
- Peter Hacks (1928–2003)
- Franz Josef Hadatsch (1798–1849)
- Wolfgang Hädecke (1929–2022)
- Maja Haderlap (1961)
- Emil Hadina (1885–1957)
- Viktor Hadwiger (1878–1911)
- Hans von Haebler (1870–1945)
- Hans-Joachim Haecker (1910–1994)
- Gisbert Haefs (1950)
- Konrad Haemmerling (1888–1957)
- Carl Haensel (1889–1968)
- Robert Haerdter (1907–1995)
- Dorothée Haeseling (1944)
- Karl Haffner, eigentlich Karl Schlechter (1804–1876)
- Peter Haffner (1953)
- Sarah Haffner (1940–2018)
- Sebastian Haffner (1907–1999)
- Eberhard Häfner (1941)
- Fabjan Hafner (1966–2016)
- Philipp Hafner (1735–1764)
- Friedrich von Hagedorn (1708–1754)
- Rudolf Hagelstange (1912–1984)
- August Hagen (1797–1880)
- Ernst Hagen (1906–1984)
- Jens Hagen (1944–2004)
- Kaspar Hagen (1820–1885)
- Arnold Hagenauer (1871–1918)

## Hah – Ham
- Anna Katharina Hahn (1970)
- Friedrich Hahn (1952)
- Johann Friedrich Hahn (1753–1779)
- Ludwig Philipp Hahn (1746–1814)
- Margit Hahn (1960)
- Nikola Hahn (1963)
- Ronald M. Hahn, Pseudonym Daniel Herbst, Armand Dupont (1948)
- Ulla Hahn (1945)
- Ida Hahn-Hahn (1805–1880)
- Margit Hähner (1960)
- Hans Heinz Hahnl (1923–2006)
- Gino Hahnemann (1946–2006)
- Heinz G. Hahs (1934–2019)
- Christine Haidegger (1942–2021)
- Alois Haider (1948)
- Eva-Johanna Hajak (1925)
- Egon Hajek (1888–1963)
- Hermann Hakel (1911–1987)
- Gustav Hermann Halbach (1882–1958)
- Juliet Halbach-Bohlen (1835–1919)
- Max Halbe (1865–1944)
- Wilhelmine Halberstadt (1776–1841)
- Friedrich von Halem (1933–2003)
- Gerhard Anton von Halem (1752–1819)
- Ernst Hall, eigentlich Ernst Hassler (1922)
- Adolf Haller (1897–1970)
- Albrecht von Haller (1708–1777)
- Christian Haller (1943)
- Margarete Haller (1893–1995)
- Roman Haller (1944)
- Johann Christian Hallmann (1640–1704)
- Friedrich Halm, eigentlich Eligius von Münch-Bellinghausen (1806–1871)
- Gustav Halm (1889–1948)
- Ernst Halter (1938)
- Helene Haluschka (1892–1974)
- Roswitha Hamadani (1944)
- Christof Hamann (1966)
- Johann Georg Hamann (1730–1788)
- Johann Michael Hamann (1769–1813)
- Ludwig Hamann (1867–1929)
- René Hamann (1971)
- Peter Hamecher (1879–1938)
- Robert Hamerling, eigentlich Rupert Johann Hammerling (1830–1889)
- Peter Hamm (1937–2019)
- Claus Hammel (1932–1990)
- Agnes Hammer (1970)
- Julius Hammer (1810–1862)
- Karl Hammerdörfer (1758–1794)
- Elfriede Hammerl (1945)
- Marcus Hammerschmitt (1967)
- Lukas Hammerstein (1958)
- Manfred Hammes (1950)
- Petra Hammesfahr (1951)
- Anton Hamik (1887–1943)
- Joseph von Hammer-Purgstall (1774–1856)
- Bruno Hampel (1920–1996)
- Hans von Hammerstein-Equord  (1881–1947)
- Johann Christoph Hampe (1913–1990)

## Han – Hap
- Gottfried Benjamin Hancke (1695?–1750?)
- Enrica von Handel-Mazzetti (1871–1955)
- Peter Handke (1942)
- Ernst-Wilhelm Händler (1953)
- Iris Hanika (1962)
- Hanna Hanisch (1920–1992)
- Gertrud Hanke, auch Gertrud Hanke-Maiwald (1920–1993)
- Kathrin Hanke (1969–2024)
- Friedrich Peter Hankowiak (1890–1954)
- Johann Wenzel Hann (1763–1819)
- Erich Hannighofer (1908–nach 1945)
- Heinrich Hannover (1925–2023)
- Margarete Hannsmann (1921–2007)
- Reto Hänny (1947)
- Norbert Hanrieder (1842–1913)
- Dörte Hansen (1964)
- Klaus Hansen (1948)
- Konrad Hansen (1933–2012)
- Heinrich Hansjakob (1887–1916)
- Adalbert von Hanstein (1861–1904)
- Ferdinand Hanusch (1866–1923)
- Arthur Häny (1924–2019)
- Eberhard Werner Happel (1647–1690)
- Lioba Happel (1957)

## Har – Has
- Hans Harbeck (1887–1968)
- Ulrich Harbecke (1943)
- Thea von Harbou (1888–1954)
- Christoph Hardebusch (1974)
- Ferdinand Hardekopf (1876–1954)
- Gerhard Hardel (1912–1984)
- Lilo Hardel (1914–1999)
- Agnes Harder (1864–1939)
- Corinna Harder (1970)
- Irma Harder (1915–2008)
- Tex Harding (1898–?)
- Ernst Hardt, eigentlich Ernst Stöckhardt (1876–1947)
- Victor Hardung (1861–1919)
- Walther Harich (1888–1931)
- Ludwig Harig (1927–2018)
- Roswitha Haring (1960)
- Jakob Haringer (1898–1948)
- Gerhard Harkenthal (1914–1985)
- Wolf Harlander (1958)
- Ingeborg Harms (1956)
- Klaus Harpprecht (1927–2016)
- Harro Harring (1798–1870)
- Georg Philipp Harsdörffer (1607–1658)
- Friedel Hart (1913–1977)
- Heinrich Hart (1855–1906)
- Julius Hart (1859–1930)
- Marisa Hart (* 1986)
- Elfi Hartenstein (1946)
- Elisabeth Hartenstein (1900–1994)
- Ingram Hartinger (1949)
- Irma Hartje-Leudesdorff (1881–1958)
- Felix Hartlaub (1913–1945)
- Geno Hartlaub (1915–2007)
- Otto Erich Hartleben (1864–1905)
- Wladimir von Hartlieb, eigentlich Wladimir Hartlieb Freiherr von Wallthor (1887–1951)
- Peter Härtling (1933–2017)
- Andreas Hartmann (um 1612–nach 1682)
- Frieda Hartmann (1893–1986)
- Gottlob David Hartmann (1752–1775)
- Heiko Michael Hartmann (1957)
- Johann David Hartmann (1761–1801)
- Moritz Hartmann (1821–1872)
- Petra Hartmann (1970)
- Sophie Hartmann (1901–1967)
- Wolf Justin Hartmann (1894–1969)
- Hartmann von Aue (ca. 1170–ca. 1220)
- Alexander Hartung (1970)
- Harald Hartung (1932)
- Hugo Hartung (1902–1972)
- Cornelius Hartz (1973)
- Theo Harych (1903–1958)
- Walter Hasenclever (1890–1940)
- Wilhelm Hasenclever (1837–1889)
- Gottfried Hasenkamp (1902–1990)
- Eveline Hasler (1933)
- Josef Haslinger (1955)
- Stefanie Hasse (1980)
- Oliver Hassencamp (1921–1988)

## Hat – Haz
- Adolf von Hatzfeld (1892–1957)
- Frank W. Haubold (1955)
- Leo Haubrich (1896–1983)
- Gert Haucke (1929–2008)
- Ursula Haucke (1924–2014)
- Wilhelm Hauff (1802–1827)
- Rolf Haufs (1935–2013)
- Gunter Haug (1955)
- Johann Christoph Friedrich Haug (1761–1829)
- Maria Haug (1850–1931)
- August Adolph von Haugwitz (1647–1706)
- Otto von Haugwitz (1767–1842)
- Paul von Haugwitz (1791–1856)
- Michael Haupt (1891–19**)
- Sven Haupt (1976)
- Carl Hauptmann (1858–1921)
- Franz Hauptmann (1895–1970)
- Gaby Hauptmann (1957)
- Gerhart Hauptmann (1862–1946)
- Helmut Hauptmann (1928)
- Josef Hauptmann (1882–1929)
- Richard Hauptmann (1908–1970)
- Jan-Christoph Hauschild (1955)
- Auguste Hauschner (1850–1924)
- Arnold Hauser (1929–1988)
- Harald Hauser (1912–1994)
- Heinrich Hauser (1901–1955)
- Jochen Hauser (1941)
- Otto Hauser (1876–1944)
- Otto Häuser (1924–2007)
- Albrecht Haushofer (1903–1945)
- Emma Haushofer (1854–1925)
- Marlen Haushofer (1920–1970)
- Max Haushofer (1840–1907)
- Maria Hauska (1903–1977)
- Friederike Hausmann (1945)
- Manfred Hausmann (1898–1986)
- Raoul Hausmann (1886–1971)
- Emil Hausotter (1854–1944)
- Adolf Hausrath, Pseudonym George Taylor (1837–1909)
- Alexander Häusser (1960)
- Ottilie Häußermann (1896–1984)
- Beatrix Haustein (1974–2002)
- Julius Havemann (1866–1932)
- Rudolf Hawel (1860–1923)
- Julius Hay (1900–1975)
- Alfons Hayduk (1900–1972)
- Martin Hayneccius, eigentlich Martin Heinigke/Henningk (1544–1611)

## He – Hek
- Friedrich Hebbel (1813–1863)
- Johann Peter Hebel (1760–1826)
- Adolf Hechelmann (1905–1962)
- Jutta Hecker (1904–2002)
- Herbert Heckmann (1930–1999)
- Hermann Heeger (1888–1958)
- Viktor Heeger (1858–1935)
- Friedrich Heer (1916–1983)
- Jakob Christoph Heer (1859–1925)
- Johann Heermann (1585–1647)
- Ulrich Hefner (1961)
- Martina Hefter (1965)
- Wilhelm Hegeler (1870–1943)
- Wolfgang Hegewald (1952)
- Ulrich Hegner (1759–1840)
- Hermann Heiberg (1840–1910)
- Walter Heichen (1876–1970)
- Paul Heidelbach (1870–1954)
- David Elias Heidenreich (1638–1688)
- Elke Heidenreich (1943)
- Gert Heidenreich (1944)
- Ulrike Heider (1947)
- Birgit Heiderich (1947)
- Konrad Heidkamp (1947–2009)
- Werner Heiduczek (1926–2019)
- Karl August von Heigel (1835–1905)
- Paul Heigl (1887–1945)
- Mario Heil de Brentani (1908–1982)
- Rudolf Heilgers (1868–1932)
- Johann Heinrich Heikamp (1964)
- Carlamaria Heim (1932–1984)
- Uta-Maria Heim (1963)
- Alexander Heimann (1937–2003)
- Moritz Heimann (1868–1925)
- Bernd Heimberger (1942–2013)
- Wilhelmine Heimburg, eigentlich Bertha Behrens (1850–1912)
- Ernst Heimeran (1902–1955)
- Ernst Heimes (1956)
- Alfred Hein (1894–1945)
- Christa Hein (1955)
- Christoph Hein (1944)
- Manfred Peter Hein (1931–2025)
- Sybille Hein (1970)
- Anselma Heine (1855–1930)
- Ernst Wilhelm Heine (1940–2023)
- Heinrich Heine (1797–1856)
- Helme Heine (1941)
- Eduard Heinel (1798–1865)
- Albrecht von Heinemann (1903–1962)
- Erich Heinemann (1929–2002)
- Josef Maria Heinen (1899–1975)
- Werner Heinen (1896–1976)
- Christoph Friedrich Heinle (1894–1914)
- Sylvia Heinlein (1962)
- Finn-Ole Heinrich (1982)
- Jutta Heinrich (1940–2021)
- Karl Borromäus Heinrich (1884–1938)
- Otto Heinrich von Gemmingen-Hornberg (1755–1836)
- Peter Heinrich (1941)
- Susanne Heinrich (1985)
- Willi Heinrich (1920–2005)
- Heinrich der Glîchezære (12. Jh.)
- Heinrich der Teichner (≈1310–≈1377)
- Heinrich von Morungen (≈1200–1222)
- Heinrich von Mügeln (≈1325 – n. 1393)
- Heinrich von Nördlingen (≈1310 – n. 1351)
- Heinrich von Veldeke (≈1150–1190/1200)
- Heinrich Julius von Braunschweig (1564–1613)
- Emilie Heinrichs (1823–1901)
- Hans-Jürgen Heinrichs (1945)
- Kathrin Heinrichs (1970)
- Johann Jakob Wilhelm Heinse (1746–1803)
- Franz Heinz (1929)
- Eckart Heinze (1922–1979)
- Ursula Heinze de Lorenzo (1941)
- Mara Heinze-Hoferichter (1887–1958)
- Paul Heinzelmann (1888–1961)
- Georg Heinzen (1953)
- Johann Georg Heinzmann (1757–1802)
- Hans-Jürgen Heise (1930–2013)
- Heinz D. Heisl (1952)
- Bernt von Heiseler (1907–1969)
- Henry von Heiseler (1875–1928)
- Alma Heismann (1885–1943)
- Lisa Heiss (1897–1981)
- Helmut Heißenbüttel (1921–1996)
- Hans Heitmann (1904–1970)
- Markus Heitz (1971)
- Lorenz Heitzer (1858–1919)
- André Vladimir Heiz (1951)
- Enno Wilhelm Hektor (1820–1874)

## Hel – Heq
- Holger Helbig (1965)
- Annegret Held (1962)
- Franz Held, eigentlich Herzfeld (1862–1908)
- Hans Ludwig Held (1885–1954)
- Kurt Held, eigentlich Kurt Kläber (1897–1959)
- Monika Held (1943)
- Wolfgang Held, geboren in Weimar (1930–2014)
- Wolfgang Held, geboren in Freiburg (1933–2016)
- Joachim Helfer (1964)
- Monika Helfer (1947)
- Fritz Helke (1905–1967)
- Bodo Hell (1943)
- Theodor Hell, eigentlich Karl Gottlieb Theodor Winkler (1775–1856)
- Eduard von der Hellen (1863–1927)
- André Heller (1947)
- Eva Heller (1948–2008)
- Gisela Heller (1929–2025)
- Wilhelm Robert Heller (1814–1871)
- Otto Hellinghaus (1853–1935)
- Diana Beate Hellmann (1957–2019)
- Wolfgang Hellmert (1906–1934)
- Clementine Helm (1825–1896)
- Manfred Helmecke (1942)
- Monika Helmecke (1943)
- Michael Helming (1972)
- Guy Helminger (1963)
- Paul Helwig (1893–1963)
- Werner Helwig (1905–1985)
- Peter Hemmer (1936)
- Christian Gottlob Hempel (1748–1824)
- Karin Hempel-Soos (1939–2009)
- Jürgen Henckell (1915–2007)
- Karl Henckell (1864–1929)
- Johannes Hendrich (1919–1980)
- Hans Otto Henel (1888–19?)
- Rainer Hengsbach-Parcham (1950–2012)
- Peter Henisch (1943)
- Sandra Henke (1973)
- Heinrich Henkel (1937–2017)
- Karl Henkelmann (1858–1928)
- Carsten Sebastian Henn (1973)
- Claus Henneberg (1928)
- Hans Hennecke (1897–1977)
- Bernhard Hennen (1966)
- Herbert Hennies (1900–1979)
- Alexa Hennig von Lange (1973)
- Gerd Henniger (1930–1990)
- Peter Henning (1959)
- Ernst Henrici (1854–1915)
- Paul Henricks, eigentlich Edward Hoop (1925–2008)
- Gregor Hens (1965)
- Eckhard Henscheid (1941)
- Gerhard Henschel (1962)
- Horst Hensel (1947)
- Jana Hensel (1976)
- Kerstin Hensel (1961)
- Klaus Hensel (1954)
- Luise Hensel (1798–1876)
- Karl Friedrich Hensler, eigentlich Henseler (1759–1825)
- Henky Hentschel (1940–2012)
- Paul Hentzner (1558–1623)
- Rudolf Henz (1897–1987)
- Wilhelm Henze (1908–1996)
- Meinolf Heppekausen (1944–2015)
- Hans von Hepperger (1877–1914)

## Her
- Heinz Herald (1890–1964)
- Ernst Herbeck (1920–1991)
- Jörg A. Herber (1963)
- Valerius Herberger (1562–1627)
- Matthias Herbert (1960)
- Herbort von Fritzlar (um 1180–um 1217)
- Alban Nikolai Herbst (1955)
- Paula Herbst (1818–1883)
- Werner Herbst (1943–2008)
- Günter Herburger (1932–2018)
- Wilhelm Herchenbach (1818–1889)
- Alice Herdan-Zuckmayer (1901–1991)
- Ralf Bernd Herden (1960)
- Tim Herden (1965)
- Edeltraut Herder (1918–2004)
- Hans Ludwig Herder (1956)
- Johann Gottfried Herder (1744–1803)
- Natalie von Herder (1802–1871)
- Hans Hergot (?–1527)
- Alois Hergouth (1925–2002)
- Ernst Herhaus (1932–2010)
- Elisabeth Hering (1909–1999)
- Georg K. H. Herloßsohn, eigentlich Karl Borromäus Herloß (1804–1849)
- Heinrich Herm (1882–1948)
- Eva Herman (1958)
- Georg Hermann, eigentlich Georg Hermann Borchardt (1871–1943)
- Judith Hermann (1970)
- Kai Hermann (1938)
- Matthias Hermann (1958)
- Wolfgang Hermann (1961)
- Hermann von Sachsenheim (um 1366–1458)
- Hen Hermanns (1953)
- Elke Hermannsdörfer (1947)
- Georg Hermanowski (1918–1993)
- Johann Timotheus Hermes (1738–1821)
- Stephan Hermlin (1915–1997)
- Uwe Herms (1937–2023)
- Gottfried Herold (1929–2019)
- Franz Herre (1926)
- Hans Herrig (1845–1892)
- Horst Herrmann (1940–2017)
- Klaus Herrmann (1903–1972)
- Max Herrmann-Neiße (1886–1941)
- Wolfgang Herrndorf (1965–2013)
- Henrik Herse (1895–1953)
- Wilhelm Hertz (1835–1902)
- Georg Herwegh (1817–1875)
- Franz Herwig (1880–1931)
- Manfred Herzer (* 1949)
- Günther Herzfeld-Wüsthoff (1893–1969)
- Wieland Herzfelde (1896–1988)
- Theodor Herzl (1860–1904)
- Fritz von Herzmanovsky-Orlando (1877–1954)
- Peter Herzog (1876–1957)
- Rudolf Herzog (1869–1943)
- Wilhelm Herzog (1884–1960)

## Hes – Hez
- Georg Ludwig Hesekiel (1819–1874)
- Ludovica Hesekiel (1847–1889)
- Henning Heske (1960)
- Salomon Hess (1763–1837)
- Bernd Hesse (1962)
- Hermann Hesse (1877–1962)
- Max René Hesse (1877–1952)
- Franz Hessel (1880–1941)
- Karl Hessel (1844–1920)
- Karl Hesselbacher (1871–1943)
- Friedrich Maximilian Hessemer (1800–1860)
- Jakob Hessing (1944)
- Helius Eobanus Hessus, eigentlich Eoban Koch (1488–1540)
- Thomas Hettche (1964)
- Peter Hetzel (1960–2014)
- Rudolf Heubner (1867–1967)
- Sigrid Heuck (1932–2014)
- Stefan Heuer (1971)
- Walther Heuer (1891–1949)
- Otto Heuschele (1900–1996)
- Andrea Heuser (1972)
- Kurt Heuser (1903–1975)
- Meta Heusser-Schweizer (1797–1876)
- Richard Hey (1926–2004)
- Wilhelm Hey (1789–1854)
- Eduard Heyck (1862–1941)
- Hans Heyck (1891–1972)
- Werner P. Heyd (1920–1996)
- Ernst Heyda (1910–1979)
- Friedrich von Heyden (1789–1851)
- Stefan Heyer (1965)
- Elisabeth von Heyking (1861–1925)
- Georg Heym (1887–1912)
- Oscar Heym (1967)
- Stefan Heym, eigentlich Hellmuth Flieg (1913–2001)
- Robert Heymann (1879–1946)
- Robert Heymann junior (1901–1963)
- Alfred Walter von Heymel (1878–1914)
- Christian Leberecht Heyne (1751–1821)
- Isolde Heyne (1931–2009)
- Kurt Heynicke (1891–1985)
- Johann Gottlob Heynig (1772–1837)
- Paul Heyse (1830–1914)
- Ilse van Heyst (1913–?)

## Hi – Hl
- Franz Hiesel (1921–1996)
- Arnold Hiess (1989)
- Joseph Hieß (1904–1973)
- Wolfgang Hilbig (1941–2007)
- August Hild (1894–1982)
- Karl Wilhelm Heinrich Hildebrandt (1796–1861)
- Wolfgang Hildesheimer (1916–1991)
- Gustav Hillard, eigentlich Gustav Steinbömer (1881–1972)
- Karl Gustav von Hille (1590?–1647)
- Peter Hille (1854–1904)
- Elisabeth Hillebrandt (1886–?)
- Eduard Hiller (1818–1902)
- James Hiller (1985)
- Kurt Hiller (1885–1972)
- Philipp Friedrich Hiller (1699–1769)
- Wilhelmine von Hillern (1836–1916)
- Hans Wolfgang Hillers (1901–1952)
- Ilona Maria Hilliges (1953)
- Walter Hilsbecher (1917–2015)
- Eberhard Hilscher (1927–2005)
- Edgar Hilsenrath (1926–2018)
- Hermann Hiltbrunner (1893–1961)
- Walter Hinck (1922–2015)
- Bernhard von Hindenburg (1859–1932)
- Herbert Hindringer (1974)
- August Hinrichs (1879–1956)
- Georg Hinrichs (1847–1920)
- Harm Hinrichs (1861–1914)
- Ludwig Hinrichsen (1872–1957)
- Ulrich Hinse (1947)
- Friedrich Hinsmann (1876–?)
- Ernst Hinterberger (1931–2012)
- Siegfried Hinterkausen (1938–2025)
- Christian Ide Hintze (1953–2012)
- Hans-Heinz Hinzelmann (1889–1970)
- Hannelore Hippe (1951; Pseud. Hannah O’Brien)
- Theodor Gottlieb von Hippel der Ältere (1741–1796)
- Peter Hirche (1923–2003)
- Helmut Hirsch (1907–2009)
- Karl Jakob Hirsch (1892–1952)
- Rudolf Hirsch (1816–1872)
- Rudolf Hirsch (1907–1998)
- Rudolf Hirschberg (1867–1943)
- Georg Hirschfeld (1873–1942)
- Magnus Hirschfeld (1868–1935)
- Jakob Hirschmann (1803–1865)
- Mauritius Hirschmann (1876–1967)
- Karl Emerich Hirt (1866–1963)
- C. Hirundo, eigentlich Constanze von Bomhard (1846–1933)
- Ernst Hladny (1880–1916)
- Franz Hlawna (1887–1965)

## Ho – Hog
- Therese von Hobe (1837–1915)
- Christian Hoburg (1607–1675)
- Ludwig Hoch (1895–1944)
- Paulus Hochgatterer (1961)
- Rolf Hochhuth (1931–2020)
- Sophie Hoechstetter (1873–1943)
- Karl Hoche (1936)
- Fritz Hochwälder (1911–1986)
- Katharina Höcker (1960)
- Oskar Höcker (1840–1894)
- Jakob van Hoddis, eigentlich Hans Davidsohn (1887–1942)
- Franz Hodjak (1944–2025)
- Theobald Hoeck (1573 – nach 1619)
- Edmund Hoefer (1819–1882)
- Dirk Hoeges (1943–2020)
- Bianca Hoekstra (1973)
- Herbert von Hoerner (1884–1946)
- Fred von Hoerschelmann (1901–1976)
- Friedl Hofbauer (1924–2014)
- Josef Hofbauer (1886–1948)
- Günter Hofé (1914–1988)
- Cuno Hofer (1886–1931)
- Klara Hofer (1875–1955)
- Kay Hoff, eigentlich Adolf Max Hoff (1924–2018)
- Hans von Hoffensthal (1877–1914)
- Klaus Hoffer (1942)
- Camill Hoffmann (1878–1944)
- Elvira Hoffmann (1941)
- Ernst Theodor Amadeus Hoffmann (1776–1822)
- Eugen Ferdinand Hoffmann (1885–1971)
- Franz Friedrich Alexander Hoffmann (1814–1882)
- Friedrich Hoffmann (1922)
- Giselher W. Hoffmann (1958–2016)
- Hans Hoffmann (1848–1909)
- Hans Peter Hoffmann (1957)
- Heinrich Hoffmann (1809–1894)
- Heinrich Hoffmann (Sagensammler) (1848–1918)
- Hilmar Hoffmann (1925–2018)
- Johanna Hoffmann (1930–2015)
- Léopold Hoffmann (1915–2008)
- Leopold Alois Hoffmann (1760–1806)
- Markolf Hoffmann (1975)
- Norbert Hoffmann (1942–2018)
- Ruth Hoffmann (1893–1974)
- Sandra Hoffmann (1967)
- August Heinrich Hoffmann von Fallersleben (1798–1874)
- Johannes Höffner (1868–1929)
- Hildegard Hofinger (1906–1986)
- Stefanie Höfler (1978)
- Helmut Höfling (1927–2015)
- Albert Hofmann (1906–2008)
- Gert Hofmann (1931–1993)
- Marianne Hofmann (1938–2012)
- Martha Hofmann (1895–1975)
- Patrick Hofmann (1971)
- Peter Ralf Hofmann (1965)
- Hugo von Hofmannsthal (1874–1929)
- Christian Hofmann von Hofmannswaldau (1616–1679)
- Josef Hofmiller (1872–1933)
- Lina Hofstädter (1954)
- Raimund Hoghe (1949–2021)
- Holger Högner (1963)

## Hoh – Hom
- Wolf Helmhardt von Hohberg (1612–1688)
- Elise von Hohenhausen (1789–1857)
- Elise von Hohenhausen (1812–1899)
- Lily Hohenstein (1896–1984)
- Ludwig Hohl (1904–1980)
- Robert Hohlbaum (1886–1955)
- Wolfgang Hohlbein (1953)
- Franz Hohler (1943)
- Clara Hohrath (1873–1962)
- Ulrich Holbein (1953)
- Friedrich Hölderlin (1770–1843)
- Ditha Holesch (1901–1992)
- Alma Holgersen (1899–1976)
- Arthur Holitscher (1869–1941)
- Felix Hollaender (1867–1931)
- Jürgen von Hollander (1923–1985)
- Walther von Hollander (1892–1973)
- Renate Holland-Moritz (1935–2017)
- Walter Höllerer (1922–2003)
- Heinrich Hollpein (1814–1888)
- Gretelise Holm (1946)
- Korfiz Holm (1872–1942)
- Mia Holm (1845–1912)
- Birgit H. Hölscher, eigentlich Birgit Lohmeyer (1958)
- Adolf Holst (1867–1945)
- Christine Holstein, eigentlich Margarete Jähne (1883–1939)
- Karl von Holtei (1798–1880)
- Hellmut Holthaus (1909–1966)
- Hans Egon Holthusen (1913–1997)
- Stefan Holtkötter (1973)
- Ludwig Heinrich Christoph Hölty (1748–1776)
- Gerhard Holtz-Baumert (1927–1996)
- Josef Holub (1926–2010)
- Arno Holz (1863–1929)
- Michael Holzach (1947–1983)
- Wilhelm Holzamer (1870–1907)
- Carl Maria Holzapfel (1890–1945)
- Fridolin Holzer (1876–1939)
- Max Hölzer (1915–1984)
- Rudolf Holzer (1875–1965)
- Stefanie Holzer (1961)
- Gerd Holzheimer (1950)
- Georg Holzwarth (1943–2024)
- Ludwig Homann (1942)
- Bodo Homberg (1926–2018)
- Tinette Homberg (1797–1877)
- Hans Hömberg (1903–1982)
- Ernst Christoph Homburg (1605–1681)

## Hon – Hr
- Arthur Honegger (1924–2017)
- Winfried Hönes (1934–1996)
- Ernst Honig (1861–1930)
- Barbara Honigmann (1949)
- Gerd Honsik (1941–2018)
- Andreas Hopf (1940–2000)
- Angela Hopf (1941)
- Heribert Hopf (1936)
- Hans von Hopfen, eigentlich Hans Mayer (1835–1904)
- Jürgen Höpfner (1943)
- Marc Höpfner (1964)
- Felicitas Hoppe (1960)
- Andreas Hoppert (1963)
- Michael Horbach (1924–1986)
- Rainer Horbelt (1944–2001)
- Adam Hörber (1827–1905)
- Karl Otto Horch (1887–1965)
- Rolf Hörler (1933–2007)
- Franz Horn (1781–1837)
- Hermann Horn (1874–1928)
- Moritz Horn (1814–1874)
- Uffo Horn (1817–1860)
- W. O. von Horn, eigentlich Wilhelm Oertel (1798–1867)
- Matthias Horndasch (1961–2015)
- Eberhard Horst (1924–2012)
- Karl August Horst (1913–1973)
- Norbert Horst (1956)
- Ulrich Horstmann (1949)
- Siegfried Horstmann (1903–1986)
- Ödön von Horváth (1901–1938)
- Otto Höschle (1952)
- Dieter Höss (1935–2020)
- Heinrich Hössli (1784–1864)
- Nadine Hostettler (1959)
- Albert Hotopp (1886–?)
- Kathrin R. Hotowetz (1965)
- Alois Hotschnig (1959)
- Ernst Christoph von Houwald (1778–1845)
- Conrad von Höveln (1630–1689)
- Anna Ovena Hoyer (1584–1655)

## Hu – Hum
- Hans Hubberten (1929–1988)
- Christine Huber (1963)
- Franz Xaver Huber (1755–1809)
- Franz Xaver Huber (1755–1814)
- Hermann J. Huber (1954–2009)
- Johann Ludwig Huber (1723–1800)
- Katja Huber (1971)
- Jutta Hübinger (1912–1991)
- Karl Hübl (1892–1968)
- Eberhard Friedrich Hübner (1763–1799)
- Horst Hübner (1936–2009)
- Johann Hübner (1668–1731)
- Johannes Hübner (1921–1977)
- Michael Hübner (* 1953)
- Tobias Hübner (1578–1636)
- Hadayatullah Hübsch (1946–2011)
- Felix Huby, eigentlich Eberhard Hungerbühler (1938–2022)
- Felix Huch (1880–1952)
- Friedrich Huch (1873–1913)
- Ricarda Huch (1864–1947)
- Rudolf Huch (1862–1943)
- Peter Huchel (1903–1981)
- Heinrich Hudemann (1595?–1628/29)
- Friedrich Markus Huebner (1886–1964)
- Else Hueck-Dehio (1897–1976)
- Johann Georg Hufnagel (1869–1951)
- Karl Günther Hufnagel (1928–2004)
- Alfred Huggenberger (1867–1960)
- Hugo von Montfort (1357–1423)
- Hugo von Trimberg (etwa 1230/40–nach 1313)
- Richard Huldschiner (1872–1931)
- Johannes Hüll (1828–1907)
- Marius Hulpe (1982)
- Hans von Hülsen (1890–1968)
- Richard Hülsenbeck (1892–1974)
- Harald K. Hülsmann (1934–2015)
- Petra Hülsmann (1976)
- Dieter Hülsmanns (1940–1981)
- Tobias Hülswitt (1973)
- Robert Hültner (1950)
- Christian Humberg (1976)
- Malvina von Humbracht (1825–1891)
- Kristian Humbsch (1942)
- Rudolf Jakob Humm (1895–1977)
- Eleonora Hummel (1970)
- Ronald Hummel (1960)
- Norbert Hummelt (1962)

## Hun – Hy
- Ludwig Huna (1872–1945)
- Julius Hundeiker (1784–1854)
- Günther von Hünefeld (1892–1929)
- Wilhelm Hünermann (1900–1975)
- Karl Hunnius (1856–1930)
- Monika Hunnius (1858–1934)
- Christian Friedrich Hunold (1680–1721)
- Anton Huonder (1858–1926)
- Joachim Huppelsberg (1907–1988)
- Hugo Huppert (1902–1982)
- Nikola Huppertz (1976)
- Thomas Hürlimann (1950)
- Hanns Dieter Hüsch (1925–2005)
- Dirk Husemann (1965)
- Günter Huth (1949)
- Rahel Hutmacher (1944)
- Katrine von Hutten (1944–2013)
- Ulrich von Hutten (1488–1523)
- Heinrich Hüttenbrenner (1799–1830)
- Bernhard Hüttenegger (1948)
- Kurt Hutterli (1944)
- Hannes Hüttner (1932–2014)
- Luise Huyn (1843–1915)
- Friedrich Wilhelm Hymmen (1913–1995)